# HAARP и друге приче о теоријама завере
HAARP и друге приче о теоријама завере је књига прича о теоријама завера коју је приредио Горан Скробоња (1962), објављена 2014. године у издању издавачке куће Паладин из Београда.

## Уредник
Горан Скробоња је рођен 28. марта 1962. године у Београду. На београдском Правном факултету дипломирао је 1985. године. Од 1986. бавио се професионално спољном трговином и био на руководећим функцијама у неколико компанија. Године 2009. постао је генерални секретар Српског удружења издавача и књижара (СУИК) из Београда. Од 1990. године је именовани стални судски тумач за енглески језик при Окружном суду у Београду. Прву причу је објавио у загребачком часопису Сириус 1987. године. Живи и ради у Београду.

## Аутори
Аутори прича у књизи су:
- Горан Гоцић
- Јелица Грегановић
- Филип Давид
- Дарко Тушељаковић
- Илија Бакић
- Иван Вукадиновић
- Бранка Селаковић Милошевић
- Иван Лутз
- Милан Марковић
- Васа Павковић
- Мирјана Маришек Николић
- Дејан Огњановић
- Ђорђе Бајић
- Зоран Пешић Сигма
- Наташа Милић
- Себастиан Аданко
- Младен Милосављевић
- Милош Петрик
- Павле Теофиловић
- Радослав Славнић
- Реља Антонић
- Жељко Обреновић
- Стеван Шарчевић
- Тамара Лујак
- Владимир Коларић
- Иван Нешић
- Ото Олтвањи
- Горан Скробоња
- Јован Ристић

## О књизи
Теорија завере је покушај да се објасни крајњи разлог неког догађаја, друштвеног, политичког, или историјског, као тајни план тајног удружења моћних особа. Заговорници теорија завере сматрају да су те групе владе, тајне службе, моћне корпорације, међународне организације, тајна друштва, представници одређених народа, религија или ванземаљске цивилизације. Најчешћи предмет расправа о теоријама завере су масони, илуминати, нови светски поредак, мултинационалне корпорације, Ватикан, HAARP антене, хемијски трагови из авиона и генетски модификована храна, као и све друге ствари о којима немамо довољно знања. Све то је одувек код људи будило порив да кују теорије завере.
Теорије завере као феномен су присутне и у књижевности како страних тако и домаћих аутора. Уредник књиге Горан Скробоња је након прочитаног текста крајем 2010. године Цео свет признао заверу против Срба на популарном "Њуз нет", затражио од писаца који су вољни да се тиме позавбаве напишу своје виђење теорије завере, без обзира да ли су оне глобалне, локалне или интимне, кућне, тј. породичне. Резултат тога је књига HAARP и друге приче о теоријама завере.